# Phạm Quang Bào
Phạm Quang Bào (1936–2008) là một sĩ quan cấp cao Quân đội nhân dân Việt Nam, quân hàm Thiếu tướng, Quê quán Thôn Bích Thủy, xã Hồng Quang, huyện Thanh Miện, Tỉnh Hải Dương. Ông nguyên là Chỉ huy trưởng Bộ Chỉ huy Quân sự tỉnh Cao Bằng, Phó tư lệnh kiêm Tham mưu trưởng Quân khu I (1990–1993).Trong chiến dịch Tây Nguyên, Ông là Trung đoàn trưởng trung đoàn 64 sư đoàn 320, đơn vị được giao nhiệm vụ truy kích địch tháo chạy khỏi Tây Nguyên trên đường số 7 với những trận Cheo Reo, Đèo Tô Na và Củng Sơn.